# Romersk legion
Den romerska militärens högsta taktiska organisationsnivå utgjordes av legionen. Sammanlagt har över 50 olika legioner identifierats, men som mest förekom omkring 30 vid ett och samma tillfälle.
Varje legion hade ett namn och ett nummer, men numreringen utesluter inte dubbletter. Vid ett tillfälle fanns det fem stycken legioner med nummer III: III Augusta, III Gallica, III Italica, III Cyrenaica och III Parthica. Om någon legion utplånades helt under strid, fick dock inte samma nummer förekomma igen.
Legionerna och deras soldaters, legionärernas, karaktäristiska utseende är mycket välkända för dagens människor, bland annat genom den tecknade serien Asterix. Förbandens utrustning, beväpning, sammansättning och styrka har dock varierat kraftigt över tiden.

## Historia och utveckling

### Kungatiden 700-talet till510 f.Kr.
Legio hade ursprungligen betytt "Utskrivet manskap" och var namnet på den hela styrkan som republiken/kungariket kunde samla i krig. Under kungatiden var legion benämningen på den militära styrkan i den växande stadsstaten Rom. Förebild för legionens organisation och stridssätt förefaller vid den här tiden ha varit den grekiska hoplitfalangen.
Legionen bestod av allt att döma i första hand av frivilliga som värvades för ett specifikt fälttåg. Men att tjänstgöra i de militära förbanden var också en plikt för de jordägande medborgarna. Sannolikt användes plikten bara i försvarssyfte, medan anfall och räder gjordes av frivilliga. Legionen var alltså ett slags mellanting mellan en värnpliktsarmé och ett yrkesförsvar och utvecklades med tiden alltmera mot att bli en renodlad yrkesarmé.
De rikare i samhället tjänstgjorde i kavalleriet eller som tungt infanteri medan de med mindre tillgångar tjänstgjorde som lätt infanteri utan rustningar. Denna skiktning efter ekonomiska förhållanden verkar inledningsvis ha uppstått till följd av att soldaterna betalade för sin egen utrustning och smidda vapen och rustningar var kostsamma. Åtminstone från kung Servius Tullius (577–534 f.Kr.) tid var dock indelningen baserad på en allmän ståndsuppdelning i samhället genom olika inkomstgrupper. Enbart självägande bönder med tillgångar över en viss nivå kunde nu rekryteras till soldater.
Vid någon tidpunkt omedelbart före eller i samband med republikens införande delades hären i två legioner.

### Den tidiga och mellersta republiken 510 till cirka200 f.Kr.
Roms expansion tog fart under denna period. Legionerna, inledningsvis två till antalet, senare fyra eller ännu fler, underställdes var sin konsul. Krigföringen inriktades mest på korta räder in på angränsande territorier.
Under dessa återkommande strider förbättrades gradvis den militära organisationen inom legionerna. Vid flera tillfällen mötte och besegrades romarna av keltiska stammar. Detta ledde till flera kriser i den tidiga republiken. Bland annat efter slaget vid Allia 390 f.Kr., då en keltisk här besegrade den samlade romerska armén och intog själva staden, som hölls ockuperad under sammanlagt sju månader.
Efter dessa sammanstötningar anpassade de romerska härarna sin utrustning och sitt stridssätt. Den gamla indelningen i falanger ändrades under 300-talet f.Kr. till maniplar (se mer nedan under Organisation och taktik). Från kelterna verkar också bruket av de stora sköldarna, scutum, ha övertagits liksom andra detaljer i beväpning och utrustning som infördes vid den här tiden.
Legionernas personalstyrka beräknas vid den här tiden ha uppgått till cirka 3 000 man tungt infanteri, plus kavalleri equites och lätt infanteri, velites, med varierade styrka. Förmodligen utgjordes legionernas ryggrad av en kader av professionella veteraner, medan övrigt manskap värvades för varje fälttåg eller räd. Under övrig tid brukade de jorden på sina gårdar.
De puniska krigen och Hannibals inträngande på den Italienska halvön innebar nya kriser och ytterligare utveckling av legionerna. Troligen med början från den här tiden inkluderades hjälptrupper, auxilia, vilka rekryterades från de förbundna eller underkuvade folken på halvön, främst etrusker och samniter, innan dessa blev medborgare på 200-talet f.Kr. och senare från andra folk. Dessa övertog gradvis rollen som lätt infanteri och kavalleri vilka i princip försvann ur legionernas organisation på 100-talet f.Kr.

### Republiken cirka 200 till31 f.Kr.
Allteftersom det romerska imperiet växte, tillkom fler legioner, vilka ibland knöts till de erövrade områdena. Gaius Marius genomförde som konsul vid sammanlagt sju olika tillfällen en rad viktiga reformer av legionerna. Bland annat infördes större enhetlighet och örnen blev den gemensamma symbolen för alla legioner på deras fälttecken från 104 f.Kr. Utbildningen förbättrades och disciplinen i förbanden stärktes. Legionerna indelades nu i kohorter istället för maniplar.
Från och med år 107 f.Kr. beslöt Marius att bortse från minimikravet på egendom och lät även egendomslösa bli soldater, för att på så sätt kraftigt utöka rekryteringen. Med tiden kom detta att förändra hela den romerska militärens förhållande till det övriga samhället. I och med Marius reformer blev också hela legionernas personal professionella soldater och de utrustades också genom statens försorg med en enhetlig utrustning, beväpning och bepansring.

### Den tidiga kejsartiden31 f.Kr.till ca284e.Kr.
Efter slaget vid Actium hade Augustus en styrka på 60 legioner i riket. Dock så minskade han hären till runt 28 permanenta förband. Från och med kejsardömets införande under Augustus svor legionärerna trohet till sin general och till kejsaren, istället för till senaten och det romerska folket. Tjänstgöringstiden höjdes också från 16 år, varav sex år i aktiv tjänst, till 25 år, varav 20 i aktiv tjänst.
Augustus införde en ny befälsordning där varje legion stod under ledning av en utsedd legat, legatus legionis, som också kunde vara guvernör över den provins där legionen var stationerad. Styrkan på den första kohorten utvidgades från cirka 600 man till cirka 800-1 000 man. Totalt uppgick legionernas styrka till cirka 5 000 man.
Augustus var också den som införde det särskilda praetoriangardet, som livvaktsstyrka och elitförband vid sidan av legionerna.
Soldater som ingick i hjälpförbanden, som rekryterades bland icke-romerska medborgare, erhöll vid slutet på sin 25-åriga tjänstgöringstid fullvärdigt medborgarskap.

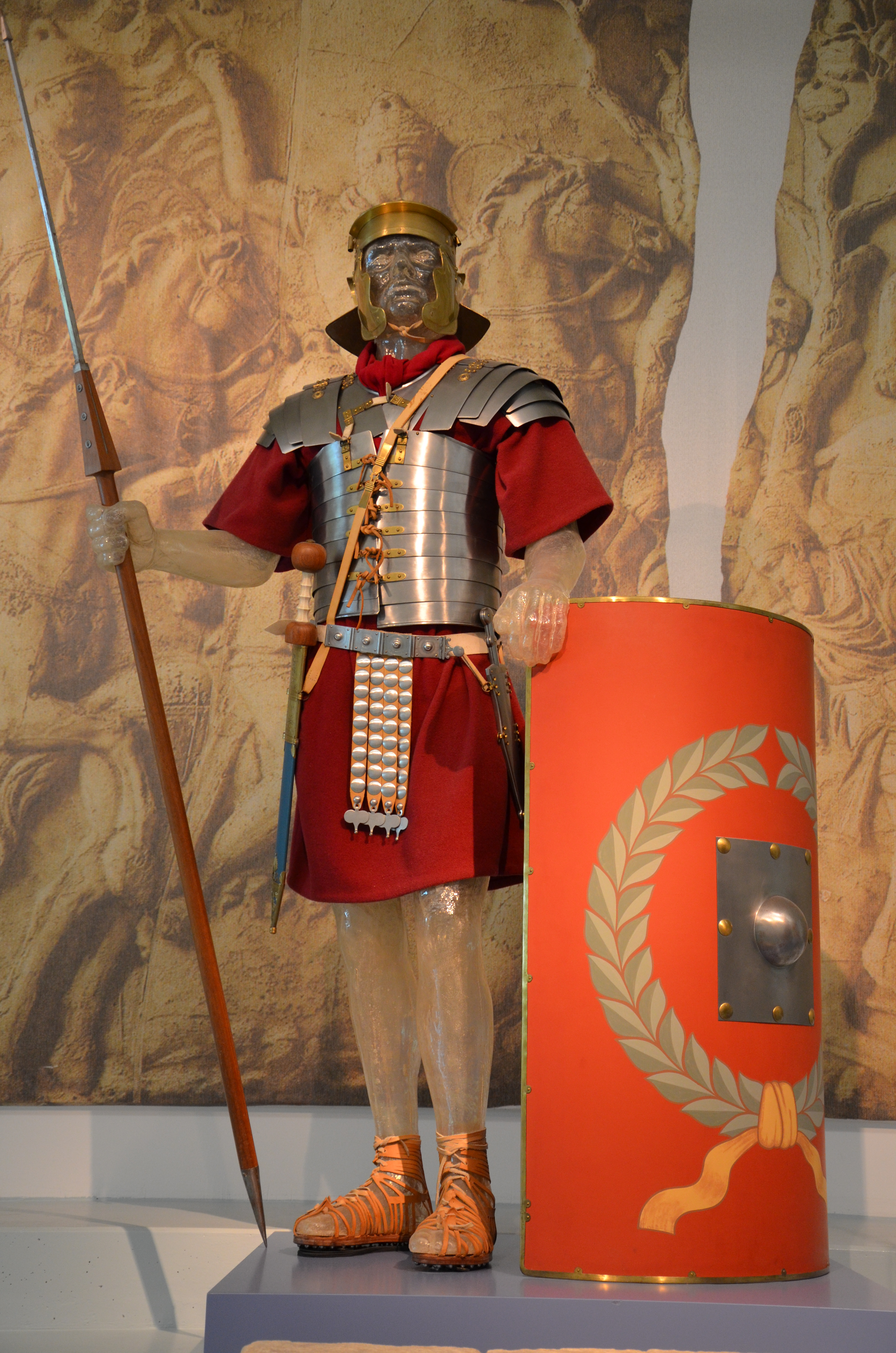
Rekonstruktion av en romersk legionär från första århundradet efter Kristus, utställd på Museum Het Valkhof i Nijmegen, Nederländerna.

### Den sena kejsartiden ca 284 till476e.Kr.
Utvecklingen gick gradvis över till att ge kavalleriet och framförallt det tunga kavalleriet, cataphractes, större betydelse på slagfältet. Legionernas förankring till staden Rom hade gradvis minskat i takt med att invånarna i allt större delar av imperiet gavs romerskt medborgarskap. Soldaterna i legionerna blev en politisk maktfaktor och flera kejsare tillsattes eller avsattes av sina soldater. I olika försök att stävja detta, skars storleken på legionerna ned drastiskt, och de kom därefter att bestå av omkring 1 000 soldater. Dessa fick inte heller lämna den region där de stationerats.

## Organisation och taktik
Legionens styrka växte under den tidiga kejsartiden från den ursprungliga på cirka 3 000 man till som mest ungefär det dubbla. Efter Gaius Marius reformer bestod en legion av 6 000 man indelade i 15 kohorter, varav 5 000 var stridande och resten var underhållspersonal (smeder, kockar, läkare, snickare, hästskötare, tvättare, springpojkar osv.). Fram till 100-talet f.Kr. tillkom cirka 300 equites, kavalleri, och 1 200 velites, lätt infanteri. Dessa utgick senare ur legionen och organiserades i särskilda hjälpförband.
Den minsta enheten i legionen var gruppen, eller tältlaget, contubernium, som bestod av åtta man som delade på ett tält, en åsna, ett fältkök (vid längre fälttåg) och annan liknande utrustning.
Åtta till tio contubernia utgjorde en centuria (eg. "hundra man", men den verkliga storleken var alltså mellan 60 och 80 soldater, med cirka 20 icke-stridande som agerade underhållspersonal). Centurian motsvarade ungefär ett kompani, den grundläggande fältenheten, och stod under befäl av en centurion. Den högre indelningen reformerades i olika steg. Centurian hade sitt eget fälttecken, signum, som hade formen av en lans dekorerad med en symbol i toppen samt med medaljer för olika insatser som centurian utmärkt sig för.
Legionens taktiska uppbyggnad genomgick tre huvudsakliga utvecklingsfaser. Först systemet med falanger, därefter maniplar och slutligen kohorter.

### Falang
I de tidiga legionerna till cirka 300-talet f.Kr. användes en organisation efter grekiskt mönster, med makedonska falanger. Legionens tunga infanteri ställdes upp sex led djupt och 500 man i bredd, flankerad av rytteri på bägge sidor. En falang fungerade bäst på plan, öppen mark. Däremot var detta en otymplig enhet som hade svårigheter att utföra taktiska manövrar på slagfältet och inte var lämplig för ojämn eller besvärlig terräng.

### Manipel

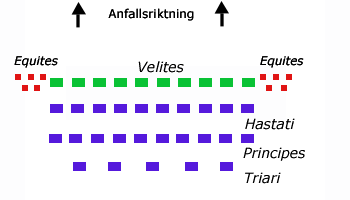
Skiss över legion organiserad i maniplar

Åtminstone från 300-talet f.Kr., när legionerna allt mer bestod av yrkessoldater, delades det tyngre infanteriet in efter framförallt ålder och erfarenhet:
1. Hastati utgjordes av unga män med kort erfarenhet, som stod i främsta ledet och hade den första kontakten med fienden.
2. Principes (ung. "de främsta") som bestod av män i åldern 20 - 30 år och med erfarenhet av tidigare fälttåg, stod i andra linjen och fullföljde anfallet, som påbörjades av hastati.
3. Triari utgjordes av veteraner med mer än tio års erfarenhet. De stod i sista ledet och var sällan i strid. När sammanbrott hotade eller när det krävdes en kraftfull insats för att bryta igenom fiendens linjer avlöste triari genom hastatis och principes led. Triari var i regel betydligt mindre manstarka än övriga avdelningar i legionen.

Nu övergick legionerna till en organisation som baserade sig på maniplar. Varje manipel utgjordes av två centurior om vardera cirka 60 man för hastati och principes, men enbart en centuria för triari. Maniplarna grupperades i tre led, med velites antingen framför legionen eller mellan hastati och triari, och equites på båda flankerna (se bild).
Maniplarna ställdes i regel upp för slag så att de bildade tre led om vardera 40 man, med en lucka till nästa manipel. Detta gav totalt nio led i djup för legionen, mot sex led under falangen. Både indelningen i mindre enheter, som kunde röra sig relativt varandra för att inta olika formationer, och ökningen av antalet led som kunde avlösa varandra skapade en större styrka och rörlighet i förbandet.

### Kohort

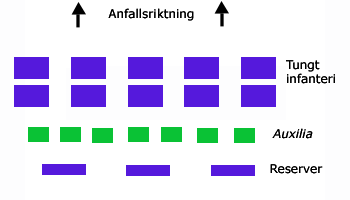
Skiss över legion organiserad i kohorter

Under Marius reformer, från och med år 107 f.Kr., anpassades organisationen till legionernas växande numerär genom att kohorten övertog rollen som den grundläggande taktiska enheten på slagfältet, mellan centuria och legion i storlek.
En kohort utgjordes av sex till åtta centurior om vardera 80 man och legionen innehöll 10 kohorter. Kohorterna behöll indelningen i hastati, principes och triari. Men till detta kom också en rangordning av kohorterna från ett till tio och centuriorna från ett till sex inom varje kohort, utom den första som bara hade fem centurior.
Den första kohorten var ett elitförband inom legionen, till vilken de starkaste och bästa soldaterna togs ut. Under kejsartiden förstärktes den första kohorten till cirka 800 man.
Kohorterna uppställdes normalt så, att varje centuria utgjorde ett led. Kohorten hade alltså vanligen sex leds djup. Kohorterna rangerades inbördes på liknande sätt som maniplarna, i två eller tre led (se bild), med hjälptrupper bakom eller vid sidan om legionens tunga infanteri. Detta medgav större rörlighet och anpassning till olika taktiska lägen. Triari utgjorde ofta en reserv bakom den ordinarie formationen.

## Befälsstruktur
Legionen hade en organiserad befälsstruktur som på flera sätt liknar den hos en modern armé vilket visar romarnas organisatoriska överlägsenhet. Kejsartidens befälsordning hade inte mindre än sex särskilda befälskårer och noggrant definierade militära grader. De högsta graderna var reserverade för samhällseliten och paradoxalt nog karaktäriserades den romerska armén av att ju högre befäl man hade, desto mindre militär erfarenhet krävdes. I de två högsta befälskårerna omfattade befordringsgången både civila och militära befattningar och kan sägas ha varit av politisk natur.

### Principalis
Principalis omfattade det lägre befälet, upp till ställföreträdande chef för en centuria om ca 100 soldater. Denna befälskår rekryterades från de meniga soldaterna. De utmärktes av särskild uniformering, men bar i regel liknande rustning som den vanlige legionären. Signifer bar till exempel huvudet och framdelen av fällen från ett djur, i regel ett lejon, istället för hjälm för att se mer skräckinjagande ut.
Signifer – Bar centurians fälttecken, signum, i strid och var dessutom ansvarig för utbetalandet av löner till soldaterna. (Signifern hade dock på grund av det dubbla ansvaret högre ersättning än Tesserarius, dubbel lön mot 1,5 gånger en vanlig soldats lön.)
Cornicen – Hornblåsaren (cornu, långa svängda horn) hade tillsammans med signifern till uppgift att hålla centurian samlad kring sitt fälttecken, samt att för olika kommandon blåsa signaler som kunde höras över stridslarmet.
Tubicen – Det fanns även raka trumpeter eller tubor, tuba, som bars av särskilda tubablåsare inom legionen.
Imaginifer – Bar en bild av kejsaren som en konstant påminnelse om legionens trohet.
Tesserarius – Varje centuria hade en vaktansvarig officer, som stod efter option i rang.
Optio - Denne var ställföreträdande centuriechef.
Aquilifer – Den mycket prestigefyllda uppgiften att bära legionens örnprydda standar (örn på lat. aquila) anförtroddes en yngre men lovande officer. Denne stod direkt under centurionerna i rangskalan. Det fanns enbart en per legion.

### Evocati
Mellan principaler och centurioner fanns det en kår av evocati, äldre soldater med 20 års tjänstetid i armén, vilka tjänstgjorde som stabsspecialister och chefsinstruktörer.

### Centurioner
Centurionerna var legionens ryggrad. De hade befälet över den mest grundläggande enheten i armén, centurian(se centurian). De var karriärsoldater som ansvarade för allting som deras enhet fick order om, likväl som för att alla dagliga rutinuppgifter utfördes. Centurionerna rekryterades dels från det lägre befälet, dels direkt bland unga män med högre social status. Olika grader förde befäl över centurior (ca 100 soldater), maniplar (ca 200 soldater) och kohorter (ca 500 soldater).

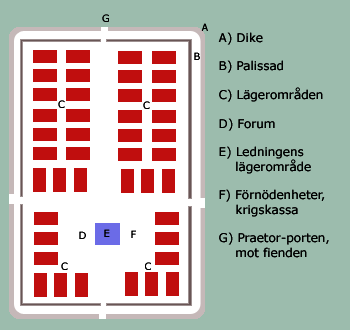
Skiss över en legions förläggning i fältläger

Centurionernas ställning följde en strikt ordning. Primus pilus ("första ledet") var legionens mest ansedda centurion. Han förde inte befälet över någon centuria, men däremot över första kohorten (därav namnet) och fungerade som rådgivare åt legionens befälhavare. Därefter följde alla centurionerna i ordning från befälhavaren över den första centurian i första kohorten, till befälhavaren över den sjätte centurian i tionde kohorten. (Totalt sett 60 centurioner, inklusive primus pilus.)
Centurionen som förde befäl över den första centurian i varje kohort, kallades pilus prior och förde även befäl över kohorten. Centurionerna inom den första kohorten tillsammans med primus pilus utgjorde primi ordines.

### Primipilares
Primipilares var en befälskår som rekryterades från den högsta centuriongraden. De kunde tjänstgöra som andre ställföreträdande legionsbefälhavare (se nedan), generalstabsofficerare och andra högre poster och kunde upphöjas i riddarklassen.

### Högre officerare
Den nästa högsta befälskåren bestod av män från riddarklassen – equites - vilka i det civila livet redan fått omfattande administrativ erfarenhet. De tjänstgjorde som chefer för hjälptruppernas infanteri (500 eller 1 000 soldater), militärtribuner i en legion (stabsofficerare och chefer för dubbla kohorter, det vill säga ca 1 000 soldater) samt som chefer för hjälptruppernas kavalleri. Vidare befordran till högre civila och militära poster kunde också ske.
Under republiken utsågs av senaten sex militärtribuner, Tribunis militaris, att leda legionen. Dessa alternerade så att två förde befälet åt gången, medan de övriga i huvudsak fullgjorde administrativa uppgifter.
Praefectus castrorum var legionens näst högste officer (efter Augustus reformer den tredje i rang) och var ansvarig för legionens läger och försörjning. Han var en primipilar (se ovan).
De högsta befälen utövades av män från senatorsklassen – senatores. Unga män från denna klass började sin militära karriär som militärtribuner under några år innan de övergick till civila administrativa poster, för att så småningom kunna återkomma som legionsbefälhavare (chef för 5 000 soldater).
Legatus och under senare kejsartiden dux. – Generaler med befäl över flera legioner titulerades dux, (av lat. för "ledare"). Generaler utsågs för särskilda fälttåg, av senaten under republiken och av kejsaren under kejsartiden. De behöll dock i regel nominellt sin generalsvärdighet även efter fälttåget.